# Kennedy Chihuri
Kennedy Chihuri (* 2. April 1969) ist ein ehemaliger simbabwischer Fußballspieler. Er spielte insgesamt 30 Mal für die Simbabwische Nationalmannschaft. Mit 199 absolvierten Spielen hat er die meisten Einsätze aller ausländischen Spieler in der 1. Tschechischen Liga.

## Karriere
Chihuri spielte in seiner Jugend für CAPS United in Harare. 1986 wechselte er zum Ligakonkurrenten Chapungu United. 
1994 wurde der Mittelfeldspieler vom slowakischen Erstligist 1. FC Tatran Prešov verpflichtet, für den er 49 Spiele absolvierte. 1996 wechselte Chihuri zu Slavia Prag in die tschechische Liga. Dort kam er allerdings auf nur vier Einsätze und wechselte Anfang 1997 innerhalb der Liga zu Viktoria Žižkov. Bei Viktoria spielte er regelmäßig im offensiven Mittelfeld, manchmal auch im Angriff. In der Spielzeit 2000/01 schoss er zehn Tore und wurde zum besten Ausländer der tschechischen Liga gewählt.
An diese Form konnte Chihuri nicht mehr anknüpfen, gehörte aber in den folgenden Jahren immer zur Stammelf von Viktoria Žižkov. Als 2004 sein Vertrag auslief, beendete Chihuri mit 35 Jahren seine Karriere und machte anschließend in England einen Trainerkurs.